# Basílica y convento de San Francisco (Salta)
La Basílica Menor y Convento de San Francisco de la ciudad de Salta, Argentina, es un templo católico y convento de la Orden Franciscana que, por su belleza arquitectónica y su importancia histórica, constituye uno de los principales atractivos turísticos de la ciudad, reconocida por ser una de las ciudades que mejor conservó el casco colonial español en la Argentina.
Fue declarada como Monumento Histórico Nacional el 14 de julio de 1941 en el decreto 95687 del Poder Ejecutivo Nacional y Basílica Menor el 4 de agosto de 1992. Se ubica sobre la intersección de las calles Caseros y Córdoba, a 100 m de la plaza principal (Plaza 9 de Julio).

## Construcción
El lugar donde se asienta el templo fue asignado ya en el acta de fundación de Salta, redactada en 1582, siendo su función original ser Iglesia y Convento de San Diego de Alcalá.

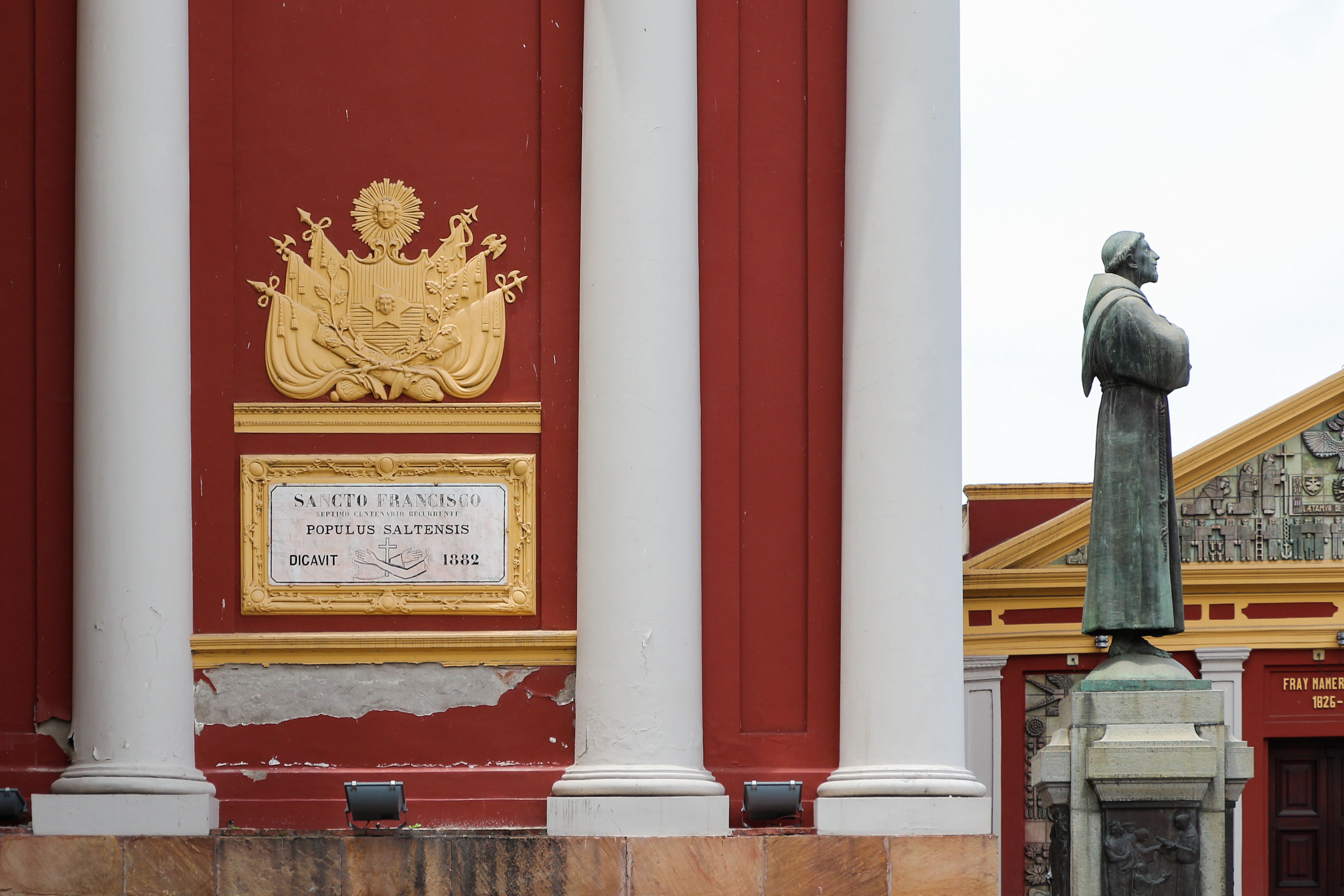
Placa conmemorativa de 1882 y estatua de San Francisco de Asís en la entrada de la iglesia.

El primer edificio fue terminado en 1625, aunque su precariedad obligó a edificar un segundo templo en 1674. Este fue a su vez destruido por un incendio a mediados del siglo XVIII. El templo actual fue construido inmediatamente después de la destrucción de este último, bajo la dirección del sevillano Fray Vicente Muñoz, autor también de la Iglesia de San Francisco en Buenos Aires y de la cúpula de la Catedral de Córdoba. Esta última comparte con el Convento de San Francisco la influencia de las cúpulas de las catedrales españolas de Zamora y Salamanca.

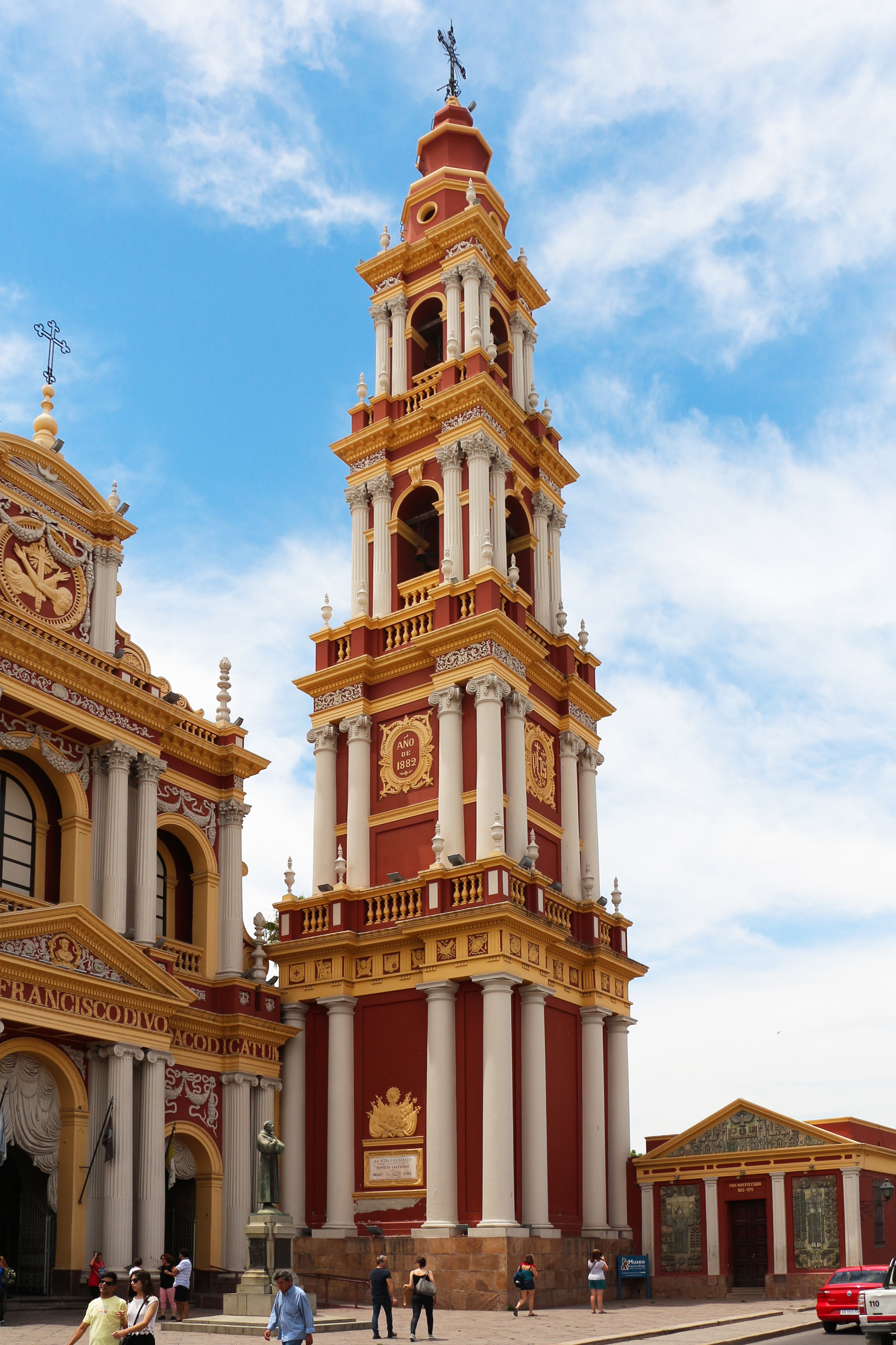
Vista de la torre de la iglesia.

El templo sobrevivió varios incidentes de gravedad: un incendio en 1761 que hizo que el templo se rehabilitara recién en 1767; un nuevo incendio en 1772 que obligó al traslado de los religiosos al templo de los jesuitas, abandonado desde la expulsión de los mismos; errores advertidos en la construcción; la muerte de Fray Vicente Muñoz; y la decadencia económica de Salta por la guerra de la Independencia que postergó la definitiva terminación.
En 1857 el padre Isidoro Fernández volvió de Roma con catorce religiosos, quienes encaminaron definitivamente la construcción. El convento fue finalizado por Ugolino Cingolari ocho años más tarde. La última reforma la encaró Luis Giorgi, quien reinauguró la iglesia en 1870 y en 1872 la nueva fachada, aunque ésta hubo de reconstruirse por fallas en la construcción. En 1877 el suizo Francisco Righetti comenzó la construcción de la torre-campanario que acompaña al templo, la más alta de Sudamérica con 54 metros. Al igual que la torre de la vecina Iglesia de Nuestra Señora de la Candelaria de la Viña, su proyectista fue el alemán José Enrique Teodoro Rauch
En 2003, se encontró un plano original de la torre de Nuestra Señora de la Candelaria de la Viña, que demostró que el proyectista de ésta fue el ingeniero alemán José Enrique Teodoro Rauch, y Francisco Righetti su constructor. La guía de Monumentos y Lugares Históricos de Argentina, edición 2010, da cuenta de este descubrimiento.

## Hechos históricos

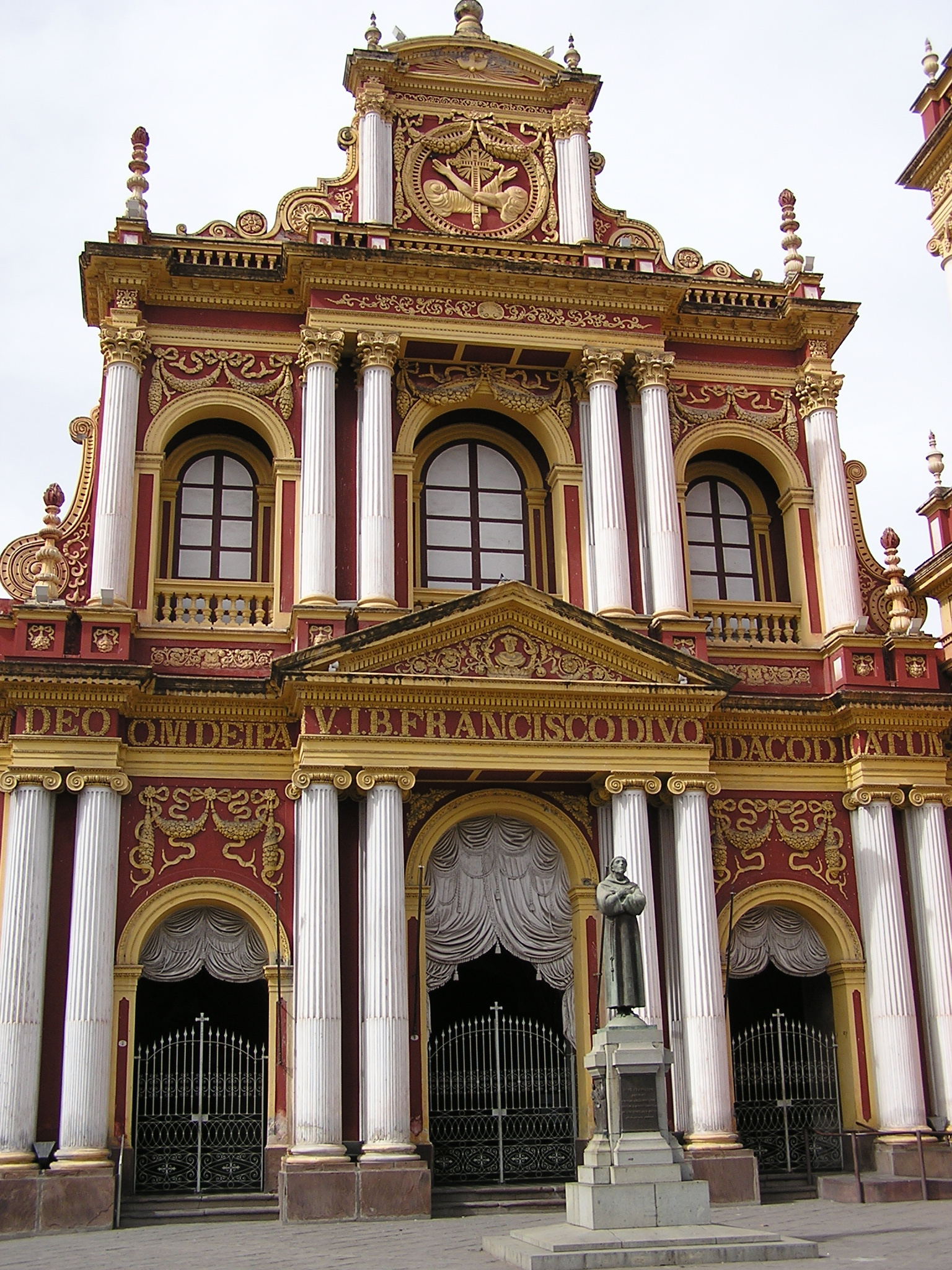
Fachada de la iglesia.

Entre los sucesos históricos acaecidos aquí, se puede destacar la presencia de Manuel Belgrano, el 13 de marzo de 1813, en la misa fúnebre en honor de vencedores y vencidos en la batalla de Salta del 20 de febrero del mismo año. Con el bronce de los cañones utilizados en esta batalla se creó la Campana de la Patria.
Fue declarada Monumento Histórico Nacional el 14 de julio de 1941 por Decreto n.º 95.687.

## Puntos de interés
El templo posee obras valiosas, destacándose la imagen de Nuestra Señora de las Nieves, un San Pedro de Alcántara atribuido al escultor español Alonso Cano, la escultura de San Francisco de Felipe de Rivera y una pintura de San Francisco de Asís, atribuido por algunos a Pitti y por otros a Francisco de Zurbarán. También cuenta con un pequeño museo y una biblioteca y archivo histórico con ediciones de gran valor; una mención especial merece su Archivo Musical, que conserva testimonios de la vida musical del convento desde la segunda mitad del siglo XIX.
Se encuentran a su vez enterrados en el templo Francisco de Gurruchaga (creador de la Armada Argentina), Pachi Gorriti y María Magdalena de Goyechea y la Corte (madre del Gral. Martín Miguel de Güemes).

## Arquitectura

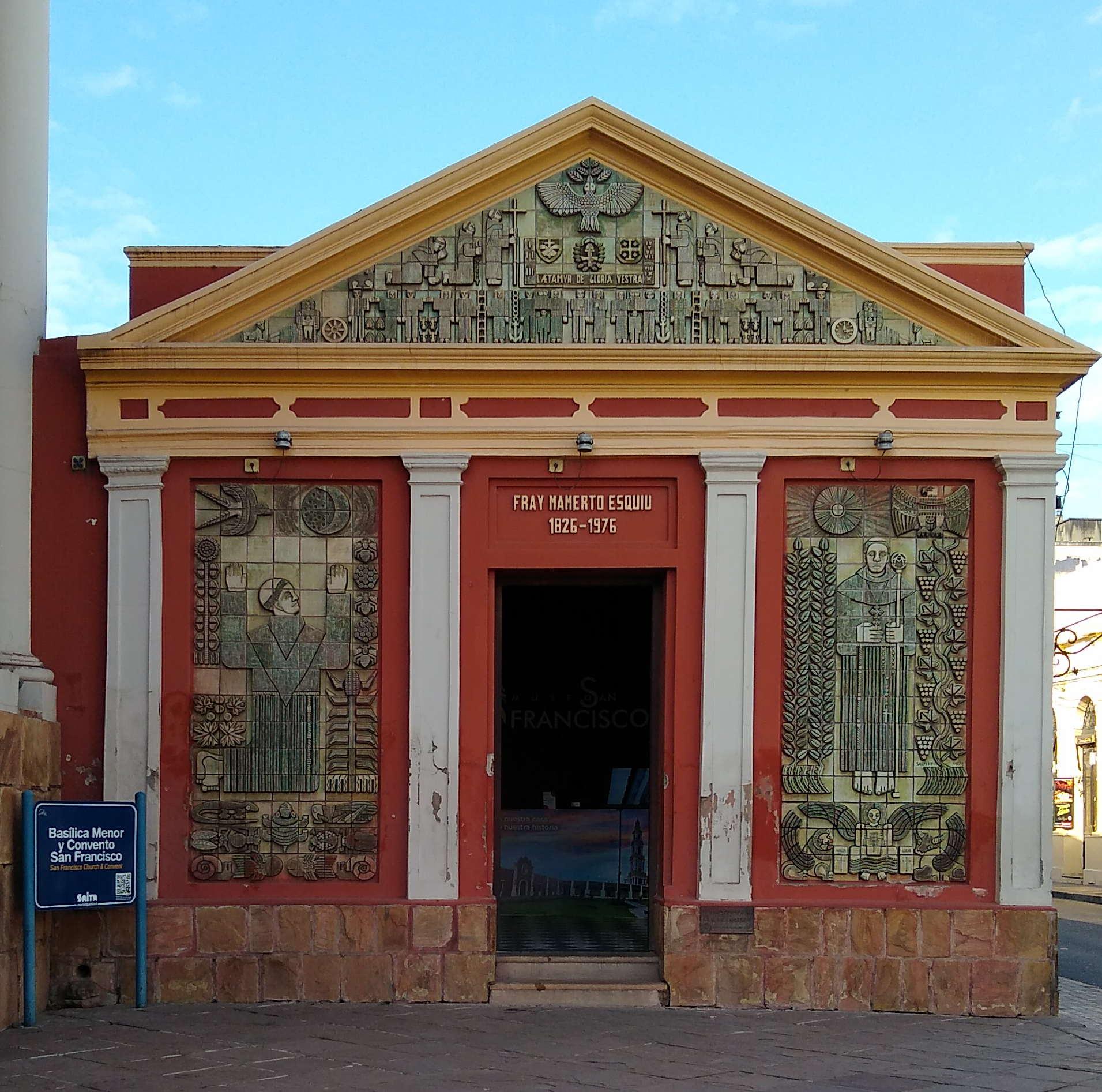
Mural de Elsa Salfity

Sus colores combinan terracotas y marfiles, que resaltan una compleja ornamentación. La fachada principal tiene influencias   italianas, un cuerpo central densamente decorado con guirnaldas, flores, inscripciones, escudos y ventanas cegadas. La presencia de falsas cortinas realizadas en estuco en los arcos de entrada es su detalle más original. La torre tiene un aspecto más clásico, se presenta dividida en cuatro pisos por órdenes superpuestos. La nave única está cubierta por una bóveda de cañón corrido; sobre el crucero, la cúpula muestra casetones en marcada perspectiva. Los arreglos interiores, de la segunda mitad del siglo XIX, se complementan con la exterior, no obstante su carácter más delicado y elegante.
Durante la década de 1970 la artista salteña Elsa Salfity realizó el mural con bajorrelieves en cerámica, dedicado a Fray Mamerto Esquiú, que se encuentra en la fachada lateral derecha de la Basílica y se inauguró en 1976. 
En el interior se conserva una valiosa mesa de mármol construida en 1789 en Cádiz, expresamente para el templo.

## Galería

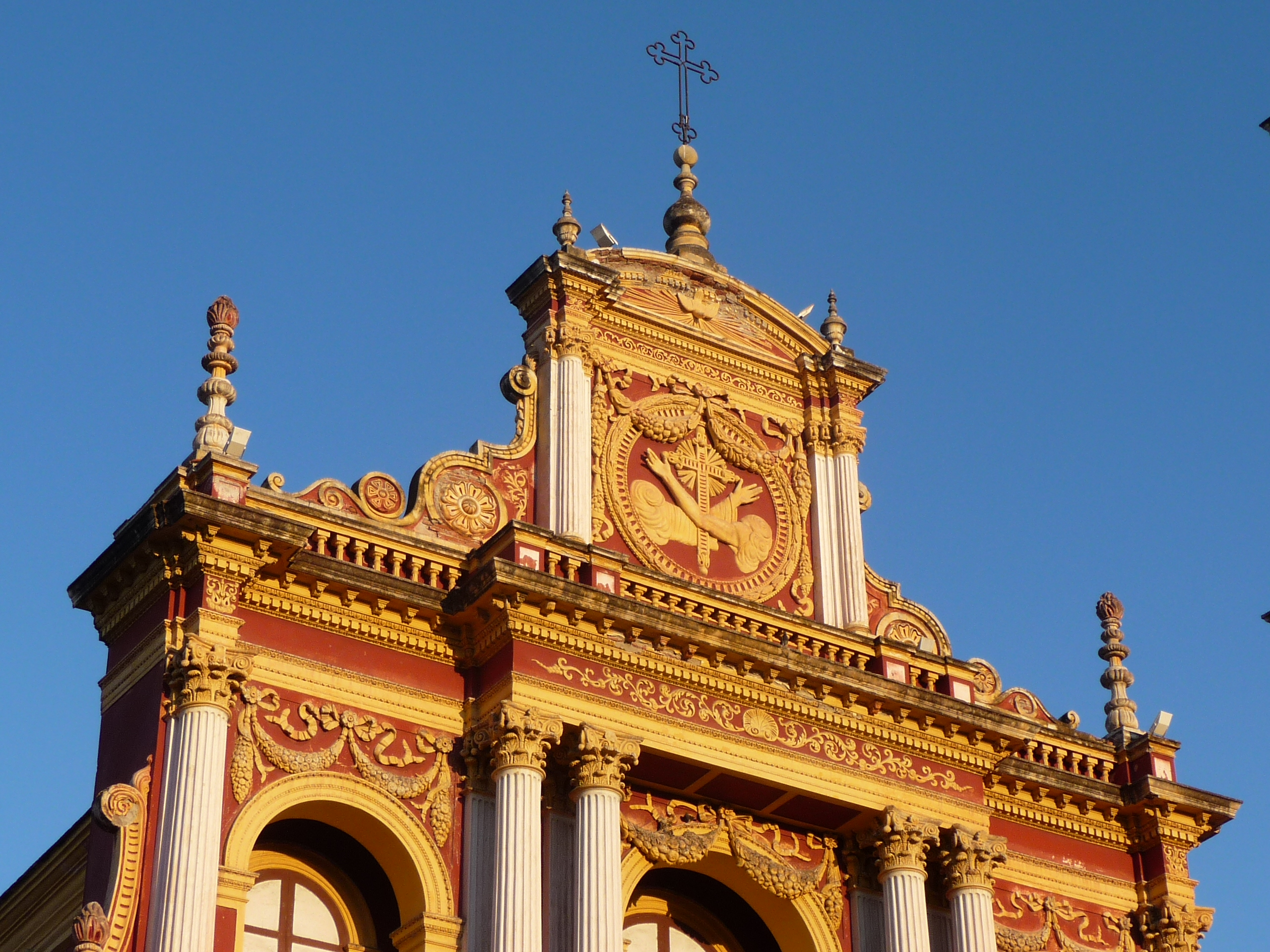
Detalle de la parte superior de la fachada.
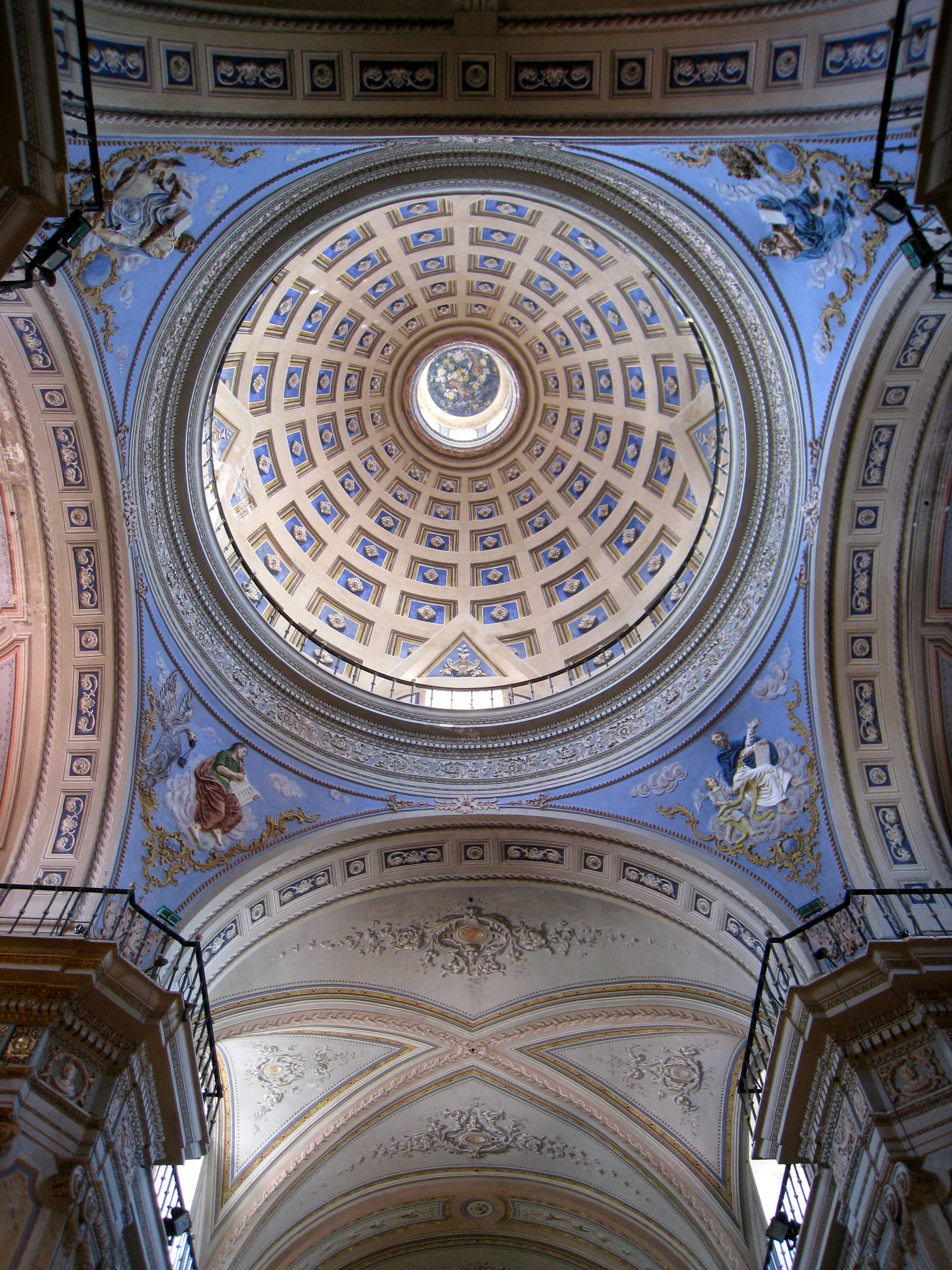
Interior de la Iglesia de San Francisco.
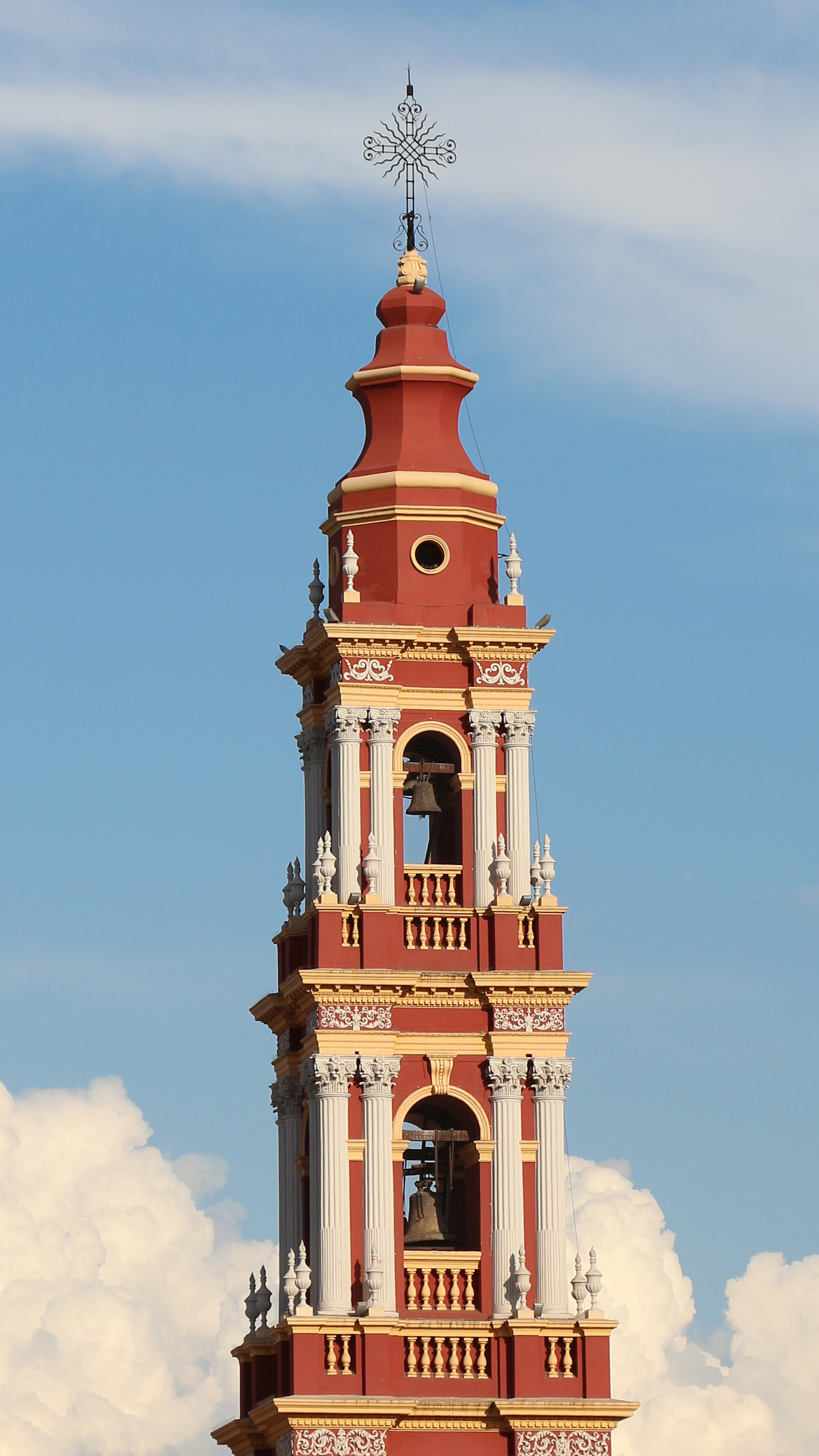
Vista de la torre de la iglesia.
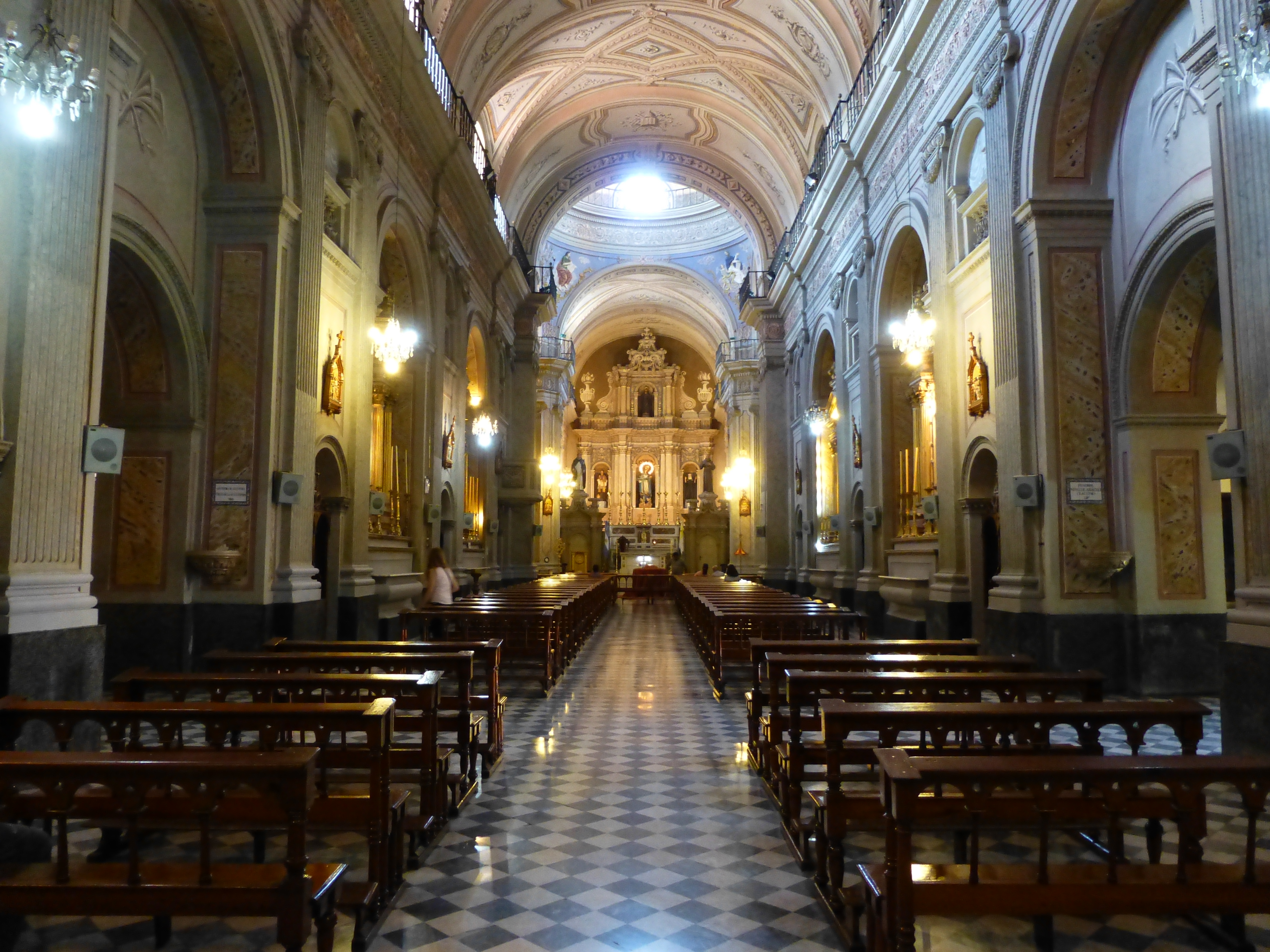
Interior de la iglesia.
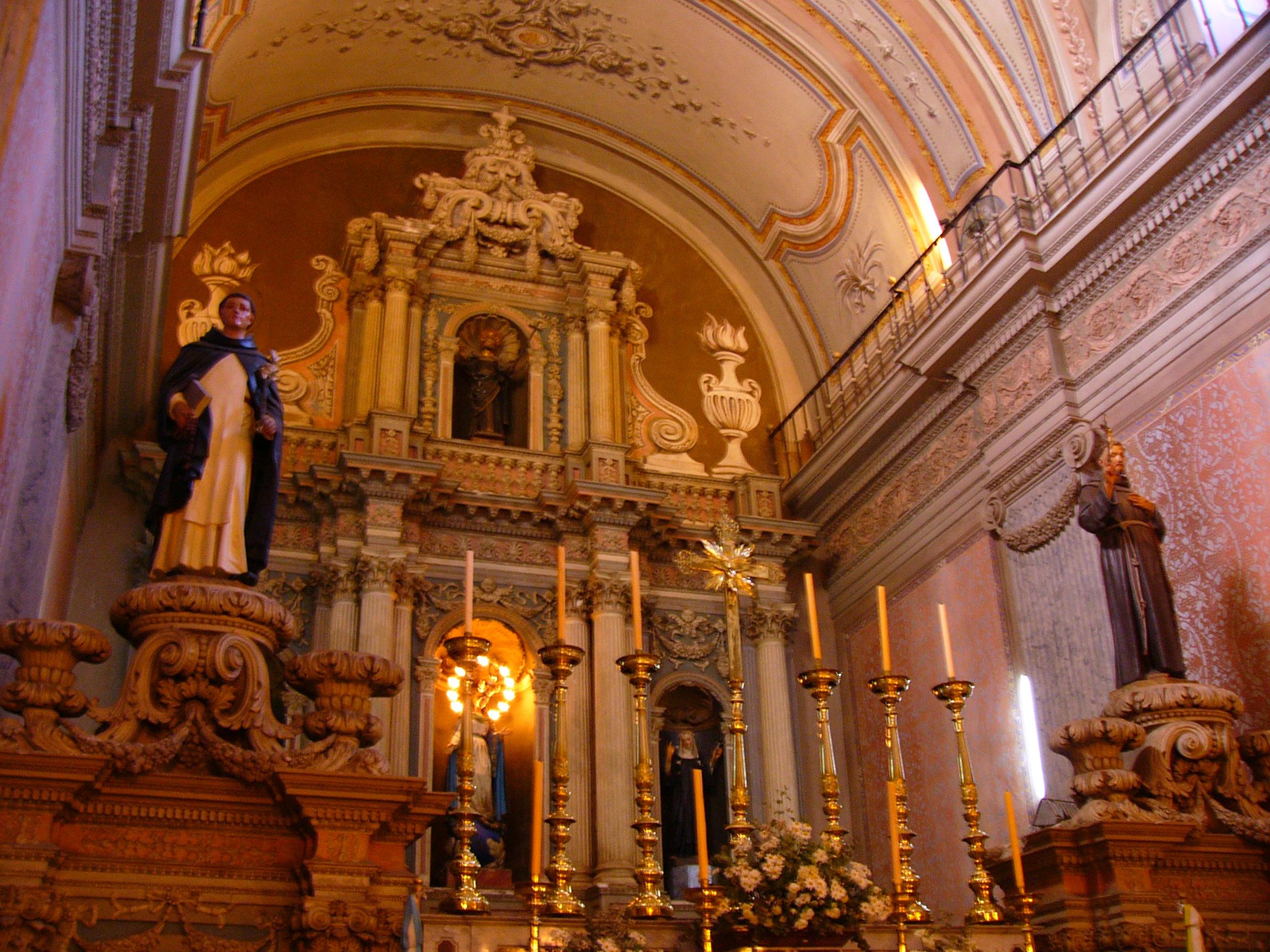
Vista del altar principal de la iglesia.
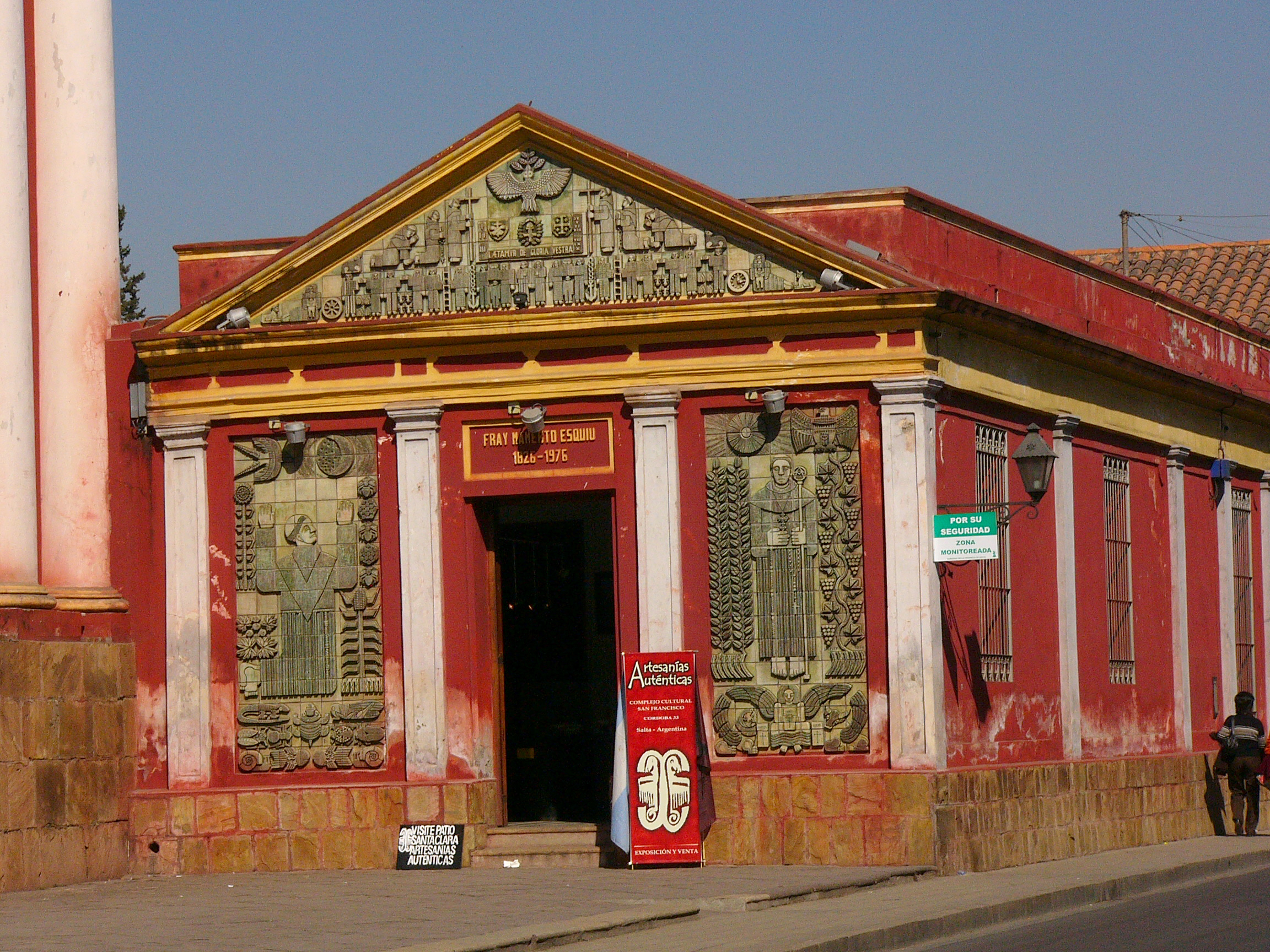
Entrada del Convento de San Francisco.